# Teofilo di Antiochia
Teofilo di Antiochia (... – Antiochia di Siria, 183/185) è stato un vescovo e teologo siro; fu vescovo di Antiochia. È venerato come santo.

## Biografia
Dalla sua opera Apologia ad Autolico si deduce che fosse nato pagano, non lontano dal Tigri e dall'Eufrate, e che decise di convertirsi al Cristianesimo dopo aver studiato i testi sacri, in particolar modo i libri profetici. All'interno di questa opera, l'unica pervenuta, non fa riferimento al proprio mandato episcopale né ad altri episodi della sua vita; tuttavia Eusebio di Cesarea descrive lo zelo di Teofilo e di altri capi nell'affrontare gli eretici che stavano insidiando i fedeli, citando in maniera particolare la sua opera contro Marcione.
Teofilo diede contributi alla letteratura, esegesi e apologetica cristiana. William Sanday lo descrive come «uno dei precursori di quel gruppo di scrittori che, da Ireneo a Cipriano, non solo rompono l'oscurità che si stende sulla storia dei primi secoli della Chiesa cristiana, ma che, in Oriente come in Occidente, la portano in evidenza dal punto di vista letterario, distanziando tutti i loro contemporanei pagani».

## La Trinità
L'Apologia ad Autolico è il più antico scritto a noi pervenuto in cui compare il termine "Trinità". Teofilo ne parla commentando i primi tre giorni della creazione, che egli pone in corrispondenza con la Trinità composta da Dio Padre, dal Logos (= il Verbo) e dalla Sapienza. La corrispondenza fra Gesù Cristo e il Logos è evidente nel prologo del vangelo di Giovanni. Benché  nel Nuovo Testamento si utilizzi generalmente il termine Spirito Santo per indicare la Sapienza di Dio, la scelta di quest'ultimo termine costituisce un riferimento alla radice veterotestamentaria della dottrina sullo Spirito Santo e in particolare all'ottavo capitolo del Libro dei Proverbi. Questa scelta terminologica è coerente con il resto dello scritto di Teofilo, in cui si citano quasi esclusivamente i libri dell'Antico Testamento.

## Culto
La sua memoria liturgica cade il 13 ottobre.